# Portrait of the Goddess
Portrait of the Goddess è un album della band dell'Orange County Bleeding Through, pubblicato il 30 aprile 2002 dalla Indecision Records.

## Tracce
1. Rise – 2:06
2. Our Enemies – 3:23
3. Wake of Orion – 5:25
4. Just Another Pretty Face – 3:04
5. Savior, Saint, Salvation – 6:33
6. Turns Cold to the Touch – 4:16
7. Portrait of the Goddess – 3:08
8. Ill Part 2 – 4:41
9. I Dream of July – 3:34
10. Insomniac – 3:28

## Membri della band
- Brandan Schieppati
- Scott Danough
- Brian Leppke
- Ryan Wombacher
- Derek Youngsma
- Marta Peterson